# آدریانا آراجو
آدریانا آراجو (انگلیسی: Adriana Araújo; ۴ نوامبر ۱۹۸۱ – ) بوکسور اهل برزیل بود.